# King Clone
A King Clone feltehetőleg a legöregebb kreozot bokorcsoport a Mojave-sivatagban. A bokorral fedett terület átlagos átmérője 13,7 méter, de helyenként a 22 métert is eléri. Ez nagy valószínűséggel a világ legidősebb élőlénye, a becslések szerint 11 700 éves.
Korlátozottan megközelíthető területen van kb. 1 km-re a kaliforniai 247-es autóúttól Lucerne Valley és Landers települések közelében. A Kaliforniai Egyetem professzora, Frank Vasek azonosította és állapította meg korát.
A King Clone név valószínűleg szójáték King Kong nevére.